# Ruta Estatal de California 9
La Ruta Estatal de California 9, y abreviada SR 9 (en inglés: Ruta Estatal de California 9) es una carretera estatal estadounidense ubicada en el estado de California. La carretera inicia en el Sur desde la SR 1     en Santa Cruz hacia el Norte en la SR 17     en Los Gatos. La carretera tiene una longitud de 62 km (38.497 mi).

## Mantenimiento
Al igual que las autopistas interestatales, y las rutas federales y el resto de carreteras estatales, la Ruta Estatal de California 9 es administrada y mantenida por el Departamento de Transporte de California por sus siglas en inglés Caltrans.

## Cruces
La Ruta Estatal de California 9 es atravesada principalmente por la  SR 236  SR 35   en Boulder Creek y Saratoga Gap.
| Condado | Localidad     | Miliario | Destinos                                                                   | Notas                                        |
| --- | ------------- | -------- | -------------------------------------------------------------------------- | -------------------------------------------- |
| Santa Cruz SCR 0.46-27.09                                                                                                 | Santa Cruz    | 0.04     | River Street                                                               | Continuación más allá de la SR 1             |
| Santa Cruz SCR 0.46-27.09                                                                                                 | Santa Cruz    | 0.04     | SR 1 – Half Moon Bay, Watsonville                                          |                                              |
| Santa Cruz SCR 0.46-27.09                                                                                                 | Felton        | 6.46     | Graham Hill Road, Felton Empire Road – Mount Hermon, Los Gatos, Bonny Doon |                                              |
| Santa Cruz SCR 0.46-27.09                                                                                                 | Boulder Creek | 13.04    | SR 236 norte (Big Basin Way) – Big Basin                                   |                                              |
| Santa Cruz SCR 0.46-27.09                                                                                                 | Waterman Gap  | 20.83    | SR 236 sur – Big Basin                                                     |                                              |
| Santa Cruz SCR 0.46-27.09                                                                                                 | Saratoga Gap  | 27.09    | SR 35 (Skyline Boulevard) – San Francisco                                  |                                              |
| Santa Clara SCL 0.00-11.45                                                                                                | Saratoga      | 7.40     | Saratoga-Sunnyvale Road, Saratoga Avenue                                   | Saratoga-Sunnyvale Road fue la antigua SR 85 |
| Santa Clara SCL 0.00-11.45                                                                                                | Los Gatos     | 11.06    | Santa Cruz Avenue                                                          | Antigua SR 17                                |
| Santa Clara SCL 0.00-11.45                                                                                                | Los Gatos     | 11.45    | SR 17 – San José, Santa Cruz                                               | Interchange                                  |
| Santa Clara SCL 0.00-11.45                                                                                                | Los Gatos     | 11.45    | CR G10 (Los Gatos-Saratoga Road)                                           | Continuación más allá de la SR 17            |
| 1.000 mi = 1.609 km; 1.000 km = 0.621 mi Cerrada/Antigua • Terminal concurrente • Acceso incompleto • Propuesta/Sin abrir |               |          |                                                                            |                                              |